# Palmarés da A.R. Monex Women's Pro Cycling Team
A equipa de ciclismo profissional italiana A.R. Monex Women's Pro Cycling Team (e suas anteriores denominações) tem tido durante toda a sua história as seguintes vitórias:

## Astana Women's Team

### 2017

#### Calendário UCI Feminino
| Datas       | Corridas                                 | Vencedora      |
| 10 de março | 3.ª etapa da Setmana Ciclista Valenciana | Arlenis Sierra |
| 26 de julho | Prólogo da Volta à Costa Rica (CRI)      | Arlenis Sierra |
| 27 de julho | 1.ª etapa da Volta à Costa Rica          | Arlenis Sierra |
| 29 de julho | 3.ª etapa da Volta à Costa Rica          | Arlenis Sierra |
| 30 de julho | Volta à Costa Rica                       | Arlenis Sierra |

#### Campeonatos nacionais
| Datas       | Corridas                                | Vencedora        |
| 17 de junho | Campeonato de Cuba Contrarrelógio (CRI) | Arlenis Sierra   |
| 18 de junho | Campeonato de Cuba em Estrada           | Arlenis Sierra   |
| 23 de junho | Campeonato do Cazaquistão em Estrada    | Tatyana Geneleva |

### 2018

#### UCI WorldTour
| Datas         | Corridas                        | Vencedora      |
| 19 de maio    | 3.ª etapa do Volta à Califórnia | Arlenis Sierra |
| 21 de outubro | Tour de Guangxi Feminino        | Arlenis Sierra |

#### Calendário UCI Feminino
| Datas          | Corridas                                                      | Vencedora           |
| 25 de abril    | GP della Liberazione PINK                                     | Letizia Paternoster |
| 29 de abril    | 2.ª etapa do Festival Elsy Jacobs                             | Letizia Paternoster |
| 29 de abril    | Festival Elsy Jacobs                                          | Letizia Paternoster |
| 13 de setembro | 2.ª etapa do Tour Cycliste Féminin International de l'Ardèche | Arlenis Sierra      |
| 3 de novembro  | 2.ª etapa da Volta Feminina a Costa Rica (CRI)                | Liliana Moreno      |
| 4 de novembro  | Volta Feminina a Costa Rica (CRI)                             | Liliana Moreno      |

#### Campeonatos nacionais
| Datas       | Corridas                                       | Vencedora            |
| 27 de junho | Campeonato do Cazaquistão Contrarrelógio (CRI) | Natalya Saifutdinova |
| 29 de junho | Campeonato do Cazaquistão em Estrada           | Natalya Saifutdinova |

#### Campeonatos continentais
| Datas     | Corridas                            | Vencedora      |
| 6 de maio | Campeonato Pan-Americano em Estrada | Arlenis Sierra |

### 2019

#### Calendário UCI Feminino
| Datas         | Corridas                                                                         | Vencedora          |
| 26 de janeiro | Cadel Evans Great Ocean Road Race                                                | Arlenis Sierra     |
| 23 de maio    | Chabany Race                                                                     | Olga Shekel        |
| 5 de junho    | 1.ª etapa da Volta Feminina a Guatemala                                          | Arlenis Sierra     |
| 6 de junho    | 2.ª etapa da Volta Feminina a Guatemala                                          | Arlenis Sierra     |
| 7 de junho    | 3.ª etapa da Volta Feminina a Guatemala                                          | Carolina Rodríguez |
| 8 de junho    | 4.ª etapa da Volta Feminina a Guatemala                                          | Arlenis Sierra     |
| 9 de junho    | 5.ª etapa da Volta Feminina a Guatemala                                          | Arlenis Sierra     |
| 9 de junho    | Volta Feminina a Guatemala                                                       | Liliana Moreno     |
| 6 de julho    | V4 Ladies Séries Restart Zalaegerszeg                                            | Olga Shekel        |
| 6 de setembro | Prólogo do Premondiale Giro Toscana Int. Femminile-Memorial Michela Fanini (CRI) | Arlenis Sierra     |
| 8 de setembro | Premondiale Giro Toscana Int. Femminile-Memorial Michela Fanini                  | Arlenis Sierra     |

#### Campeonatos nacionais
| Datas          | Corridas                                       | Vencedora             |
| 2 de fevereiro | Campeonato da Colômbia em Estrada              | Liliana Moreno        |
| 21 de junho    | Campeonato de Cuba Contrarrelógio (CRI)        | Arlenis Sierra        |
| 23 de junho    | Campeonato de Cuba em Estrada                  | Arlenis Sierra        |
| 26 de junho    | Campeonato do Cazaquistão Contrarrelógio (CRI) | Makhabbat Umutzhanova |
| 28 de junho    | Campeonato do Cazaquistão em Estrada           | Svetlana Pachshenko   |
| 29 de junho    | Campeonato da Ucrânia em Estrada               | Olga Shekel           |

#### Jogos Pan-Americanos
| Datas        | Corridas                        | Vencedor       |
| 10 de agosto | Jogos Pan-Americanos em Estrada | Arlenis Sierra |

### 2020

#### Calendário UCI Feminino
| Datas           | Corridas                                 | Vencedora       |
| 5 de fevereiro  | 1.ª etapa do Herald Sun Tour             | Arlenis Sierra  |
| 22 de fevereiro | 3.ª etapa da Setmana Ciclista Valenciana | Lizbeth Salazar |

#### Campeonatos nacionais
| Datas       | Corridas                                   | Vencedora   |
| 5 de agosto | Campeonato da Ucrânia Contrarrelógio (CRI) | Olga Shekel |

## A.R. Monex Women's Pro Cycling Team

### 2021

#### Calendário UCI Feminino
| Datas         | Corridas                                                      | Vencedora      |
| 14 de maio    | Clássica Féminas de Navarra                                   | Arlenis Sierra |
| 27 de agosto  | 1.ª etapa do Giro da Toscana-Memorial Michela Fanini (CRI)    | Arlenis Sierra |
| 28 de agosto  | 2.ª etapa do Giro da Toscana-Memorial Michela Fanini          | Arlenis Sierra |
| 29 de agosto  | Giro da Toscana-Memorial Michela Fanini                       | Arlenis Sierra |
| 8 de setembro | 1.ª etapa do Tour Cycliste Féminin International de l'Ardèche | Arlenis Sierra |
| 5 de outubro  | Três Vales Varesinos                                          | Arlenis Sierra |